# Priložnostno pesništvo
Priložnostno pesništvo (tudi priložnostna oz. prigodniška poezija, ang. occasional poem/verse, fr. pièce d'occasion, nem. Gelegenheitsgedichte) opeva realne dogodke ali osebnosti, ne izvira iz osrednjega pesnikovega problemskega kroga, ampak iz zunanjih spodbud, navadno za potrebe javnega oz. družabnega življenja. Priložnostne pesmi so lahko lahkotne ali resne, nastanejo pred dogodkom, ki je osebne ali javne narave, ali po njem. 
Ni literarni žanr, je pa izvir več žanrskih vrst, npr. pogrebnih ter svatbenih pesmi, od in hvalnic.

## Zgodovinski pregled

### Od začetkov do romantike
Priložnostno pesništvo se je razvilo v domala vseh svetovnih jezikih, kar daje slutiti, da od tod izvira pesništvo sámo kot literarna vrsta. Od antike do 16. stoletja je služilo  recitaciji z glasbeno spremljavo, zato je bilo lirično (spevno), ne pa nujno lirsko. 
V antiki je bilo priložnostno pesništvo značilna oblika poezije, najboljša dela sta napisala Pindar (pisal je pogrebne žalostinke za zbor in pesmi v čast zmagovalcem olimpijskih iger) in Horac. Pisali so predvsem hvalnice vladarjem, pa tudi pesmi v spomin na pomembne bitke in politične dogodke. Na srednjeveških dvorih so jih pisali najeti dvorni poeti.  
Od 16. do 18. stoletja je prišlo v domeno meščanstva, najbolj v Nemčiji. Pesmi so pisali po naročilu za krst, poroko, pogreb, pridobitev akademskega naziva ter za mestno ali dvorsko zabavo. Nastajale so po klišejskih obrazcih, naslovljenca so hvalile in slavile. Ob dogodku so jih recitirali, v spomin pa so dobili še tiskan izvod. Od zasebnih pesmi po naročilu so se po kvaliteti razlikovale priložnostne pesmi, ki so nastale ob pomembnejših političnih dogodkih. Te niso bile vnaprej naročene, z njimi so želeli avtorji pridobiti denarno nagrado ali bogatega mecena. 
V 17. in na začetku 18. stoletja so se pojavile kritike priložnostnega pesništva. Izvor prave poezije naj bi bil vzvišen in kar se da neodvisen od večjih ali manjših pripetljajev, zato se je vsem takim pesmim pripisavala manjša vrednost. Posebno ostro sta ga napadla švedski pesnik Samuel Triewald in nemški pesnik in literarni kritik Johann Cristoph Gottsched. Res je veliko priložnostnih pesmi trivialnih, vendar je med njimi tudi precej antoloških pesmi pesnikov, kot so Ronsard, Johnson, Dryden, Milton. Nemec Christian Fredrich Hunold si je privoščil celo hinavski odnos – v javnosti je takšne pesmi smešil, pod drugim imenom pa jih je, brez skrbi za svoj sloves, objavljal in z eno samo zaslužil toliko kot odličen pisatelj z osmimi stranmi romana. Feministična literarna kritika raziskuje zanimivo dejstvo, da so v 18. stoletju, posebno v Nemčiji, velik del teh pesmi napisale avtorice. Priložnostne pesmi, nastale po 1630, so pomemben vir za raziskovanje nemških narečij.

### Od romantike dalje
Z nastopom romantike se izraz priložnostno pesništvo v poeziji skoraj ni več uporabljal, vendar sta ga na prehodu v 19. stoletje, ko se ga je že držal pridih nostalgičnosti, obnovili osrednji osebnosti te dobe, Johann W. Goethe in filozof Friedrich Hegel. Slednji mu je dal v filozofskih spisih, v katerih se je ukvarjal z razmerjem med pesništvom in življenjem, osrednje mesto; menil je, da se pesnikov doživljaj najkonkretneje in v največji meri izrazi ravno v priložnostni pesmi.
Goethe je v esejih o poeziji terminu priložnostno odvzel slabšalni pomen: »Priložnostno pesništvo, prvi in najbolj pristen pesniški izraz, je bilo zaničevano do te mere, da si ljudje še sedaj ne predstavljajo visoke vrednosti, ki jo lahko doseže.« »Vse moje pesništvo je priložnostno pesništvo, z dejanskostjo je vzbujeno in v njej ima svoj vzrok in osnovo. V pesništvo, ki je iz trte izvito, jaz ne verjamem.«
Na prehodu iz 19. v 20. stoletje je doživelo zaton in se v prejšnjem obsegu ni nikoli več obnovilo. Priložnostne pesmi so še vedno pisali t. i. dvorni poeti (tradicijo imenovanja dvornega pesnika še vedno gojijo npr. v Veliki Britaniji). Ob osebnih dogodkih je v navadi šaljiv verzificiran nagovor, ki ga napiše in slavljencu prebere kdo od gostov. Predvsem v ameriških časopisih so ob delovnih nezgodah v rudnikih, železniških nesrečah, poplavah in drugih katastrofah objavili lirično pesem v baladnih stancah.

## Sodobnost
Po Goethejevi obnovi pojma so kvalitetne priložnostne pesmi nastajale predvsem ob vélikih zgodovinskih dogodkih, pisali so jih tudi največji pesniki 19. in 20. stoletja: Yeats, Stephane Mallarmé, Whitman, Tennyson, Gerard Manley Hopkins in Hugh Auden. Pesmi slednjih obeležujejo: bitko pri Balaklavi, ladijsko nesrečo ladje SS Deutchland, 1. svetovno vojno, začetek 2. svetovne vojne, pristanek na Luni in Praško pomlad. Nič manj pogosta ni v pesniških krogih navada, da se ob obletnicah pesnikov ali drugih zaslužnih mož napiše pesem, najpogostejše in najbolj znane so tiste, ki so nastale v spomin, torej ob smrti. 
Tradicija pisanja priložnostnih pesmi se je ohranila vse do današnjih dni. Jevgenij A. Jetušenko je napisal pesem za pogreb češkega državnika Vaclava Havla, ves svet pa je obkrožila pesem Elizabeth Alexander Praise Song for the Day, ki jo je pesnica napisala in prebrala na inavguraciji 44. predsednika ZDA, Barracka Obame.

## Priložnostna pesem in Slovenci
Tudi v slovenskem kulturnem, političnem in družabnem življenju obstaja bogata tradicija priložnostnega pesništva. Iz zasebne sfere nam razumljivo ni znana pogostnost pojavljanja takih pesmi, ker so navadno rabljene (zapisane, recitirane) enkratno in se nato ne razširjajo več. V ta krog sodijo vse pesmi, ki nastanejo za potrebe zasebnih zabav, pesmi iz zasebnih korespondenc in vseh vrst posvetil. Slednja se zapišejo npr. v album, iz 19. stoletja pa poznamo navado, da se je dekletom na listek zapisalo kratko pesmico in ji jo nato ob snidenju izročilo.
Nekoliko vpogleda v to, od umetniške poezije oddaljeno dejavnost, nam nudijo priložnostne pesmi znanih in profiliranih pesnikov resne poezije, tudi klasikov. Gre predvsem za zabavljive, erotične, lahko celo vulgarne zapise. Med bolj poznanimi avtorji je France Prešeren. O njem je znanih mnogo anekdot iz zasebnega življenja, ki se dotikajo priložnostnih verzifikacij. Žal je velik del teh, tako imenovanih apokrifnih pesmi, zaradi pohujšljivosti najverjetneje uničil prvi skrbnik njegove literarne zapuščine. Manj spodobne priložnostne pesmi so stalen spremljevalec opusa kanoniziranih avtorjev. 
Drug del priložnostnih pesmi pa se dotika javne sfere, v prvi vrsti političnih voditeljev, katerim so že vse od 16. stoletja pesniki posvečali pozornost, v največji meri pa v 19. in 20. stoletju. Slavilna državniška poezija je ena najstarejših oblik pesništva. Prva slovenska pesem, ki opeva vladarja, je nastala okoli leta 1500. Od takrat pa vse do desetletij po 2. svetovni vojni je nastajala kontinuirano. Veliko slavilcev sta imela Aleksander I. Karadžordževič in Franc Jožef I., največ avtorjev pa je opevalo eno najbolj karizmatičnih osebnosti polpretekle zgodovine, Josipa Broza Tita. Na tem področju sta se udejstvovala tudi klasika Alojz Gradnik (pesmi za srbsko dinastijo Karadžordževićev) in Oton Župančič (pesem ob atentatu na kralja Aleksandra I., pesem Titu za rojstni dan, pozdravna pesem osvoboditeljem Ljubljane idr.). 
Ogromno priložnostnih pesmi je tudi v našem prostoru nastalo iz potreb družabnega življenja. Običajno ostajajo zasebna stvar, zato o njih ne moremo ugotoviti nič določnejšega, razen tega, da objavo najpogosteje doživijo spominske pesmi ob smrti znane osebnosti. Redno je nekaj takšnih pesmi v svoje Poezije uvrščal Simon Gregorčič, v literarnem spominu pa imamo predvsem Prešernov sonet Matiji Čopu pred Krstom pri Savici. Tone Pretnar je za svojo priložnostno verzifikacijo uveljavil ime grafomanija.

## Primeri slovenskih priložnostnih pesmi
- France Prešeren: Janezu N. Hradeckitu, Matiju Čopu
- Jovan Vesel Koseski: Slovenija caru Ferdinandu
- Simon Gregorčič: Lovorika na grob možu (Franu Erjavcu), Bratom Čehom o prihodu na Slovensko
- Oton Župančič: Osvoboditelji, 11. oktobra 1934, Jožetu Bercetu v spomin
- Alojz Gradnik: Ob mesecu
- Tone Pretnar: Tržič v 100 oktavah

## Primeri tujih priložnostnih pesmi
- John Milton: Lycidas, On the Late Massacre in Piedmont
- Andrew Marvel: Horatian Ode upon Cromwell's Return from Ireland
- John Dryden: Alexander's Feast
- Alfred Tennyson: Charge of the Light Brigade
- Gerard Manley Hopkins: The Wreck of the Deutchland
- Walt Whitman: Passage to India
- William Butler Yeats: Easter, 1916
- Wystan Hugh Auden: September 1st 1939, August 1968, Moon Landing